# Anakalangu jezik
Anakalangu jezik (anakalang; ISO 639-3: akg), jedan od 27 bima-sumba jezika, šire centralne malajsko-polinezijske skupine, kojim govori 14 000 ljudi (Wurm and Hattori 1981) na jugozapadnoj obali otoka Sumba u Indoneziji.
Srodan je jezicima wejewa [wew], mamboru, [mvd], wanukaka [wnk] i lamboya [lmy].

## Vanjske poveznice
- Ethnologue (14th)
- Ethnologue (15th)